# マウスパッド

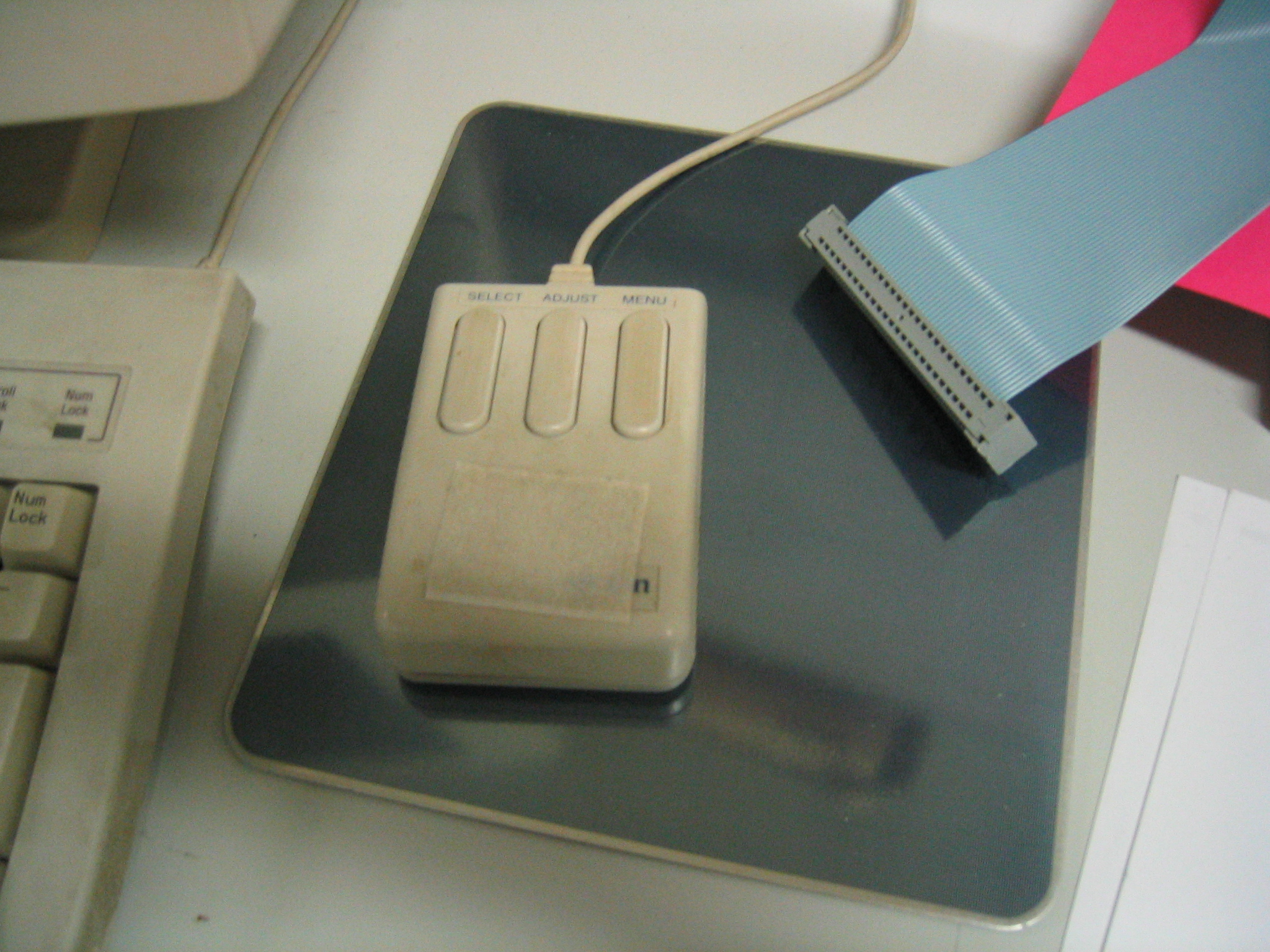
マウスとマウスパッド

マウスパッド (米: mousepad, 英: mouse mat) とは、コンピュータの入力機器であるマウスの動作を良好にするために下に敷くシート状のアクセサリである。

## 機能

### メカニカルマウスの登場当時
コンピュータの入力機器としてマウスが登場した当初は、2次元の動きをボールの転がりで検知する方式（メカニカルマウス）が主流であった。机上面が滑りやすい・汚れている・凹凸が激しいといった場合には、マウスの底面に内蔵されたボールの転がりが悪くなり、ポインティング操作に支障をきたす。ボールの表面は主にゴムでつくられており、マウスを動かすことでX軸・Y軸の動きを検出するエンコーダーに直結している小さなローラーが動かされることにより、ポインティングのための数値が検出される構造になっているが、このローラーとボールとの摩擦力があまりにも弱いとボールは滑ってしまい、結果的にユーザの求める動きが得られない。GUI環境を使っていくうえで、マウスの動作の不調はユーザに多大なストレスや操作のミスを生じさせる。このボールの転がりを良好にするため、シリコーンやゴム、スポンジなど摩擦の生じやすい材質でできた平らなシートを下に敷くというのが、マウスパッドの本来の役目である。

### オプティカルマウスの登場以降
その後、光学式（オプティカルマウス）が登場した。これは底面に発光・受光機構を備え、光の反射によって動作を検知する仕組みである。登場当初は光の反射しやすい専用マウスパッドを必要としたが、やがて画像処理機構を備えたものが登場する。これは机やマウスパッドの表面の微小な変化を画像として読み取り、そのズレを計算することで移動を検知するという仕組みである。表面の材質を選ぶことはなくなったが、ガラスなど反射の起こらない透明なもの・鏡のように反射率の高いもの・平滑で変化の乏しいものなどでは、マウスの動きが検知しにくくなる。「光学式マウス対応」を謳うマウスパッドは、ほどほどに細かい変化のある材質で表面をつくり、検知漏れを極力少なくしたものである。

## 意匠
マウスの動作改善や手首の保護といった、実用性・機能性を重視した製品が開発される一方、その機能をこえて視覚的な愉しさや娯楽要素を求めた製品もある。イラストレーションや写真を全面にあしらったもの・ガラスや石材やコルク、皮革などの美観を生かしたもの・触り心地を重視したものなど、マウスパッドのデザインの幅は広い。液体の層の中に金属箔やスパンコールを仕込み、マウスの動きに合わせて動く様子を愉しめるなど凝った製品もあり、デスクに華を添えるアクセサリや鑑賞品にもなっている。
また、企業や製品のロゴ、イラストレーションなどを印刷したものがゲームソフトやDVDの付録、製品展示会の記念品として用いられることも多く、コンピュータ利用者層向けのノベルティグッズ・プレミアムグッズとしてもマウスパッドは好まれている。近年では、印刷会社が「ノベルティ用マウスパッドの印刷」をサービスラインナップに加えることも増えてきた。
さらには、アニメ作品やアダルトゲーム作品のキャラクターグッズとして、ハンドレスト部分をキャラクターの乳房や臀部に見立てた立体的な造形・印刷を行った「おっぱいマウスパッド」や「胸型マウスパッド」などと呼ばれる商品も登場している。女性キャラクターを用いているものが多いが、男性キャラクターを用いたものも販売されている。
別機能を持たせた例として、電卓を仕込んだものやUSBハブを仕込んだもののほか、デスク周りを整理整頓するための突起を仕込んだものなどが販売されている。
ただし、機能面を重視したものにせよデザイン面を重視したものにせよ、マウスバッドの意匠と光学マウス（のセンサ）の間である種の相性問題が発生する場合もある。このような場合には、ポインタが異常に敏感に反応してしまう、ポインタの動作が安定しない（そのためにダブルクリックがままならない）などの動作異常が発生する。

## 種類

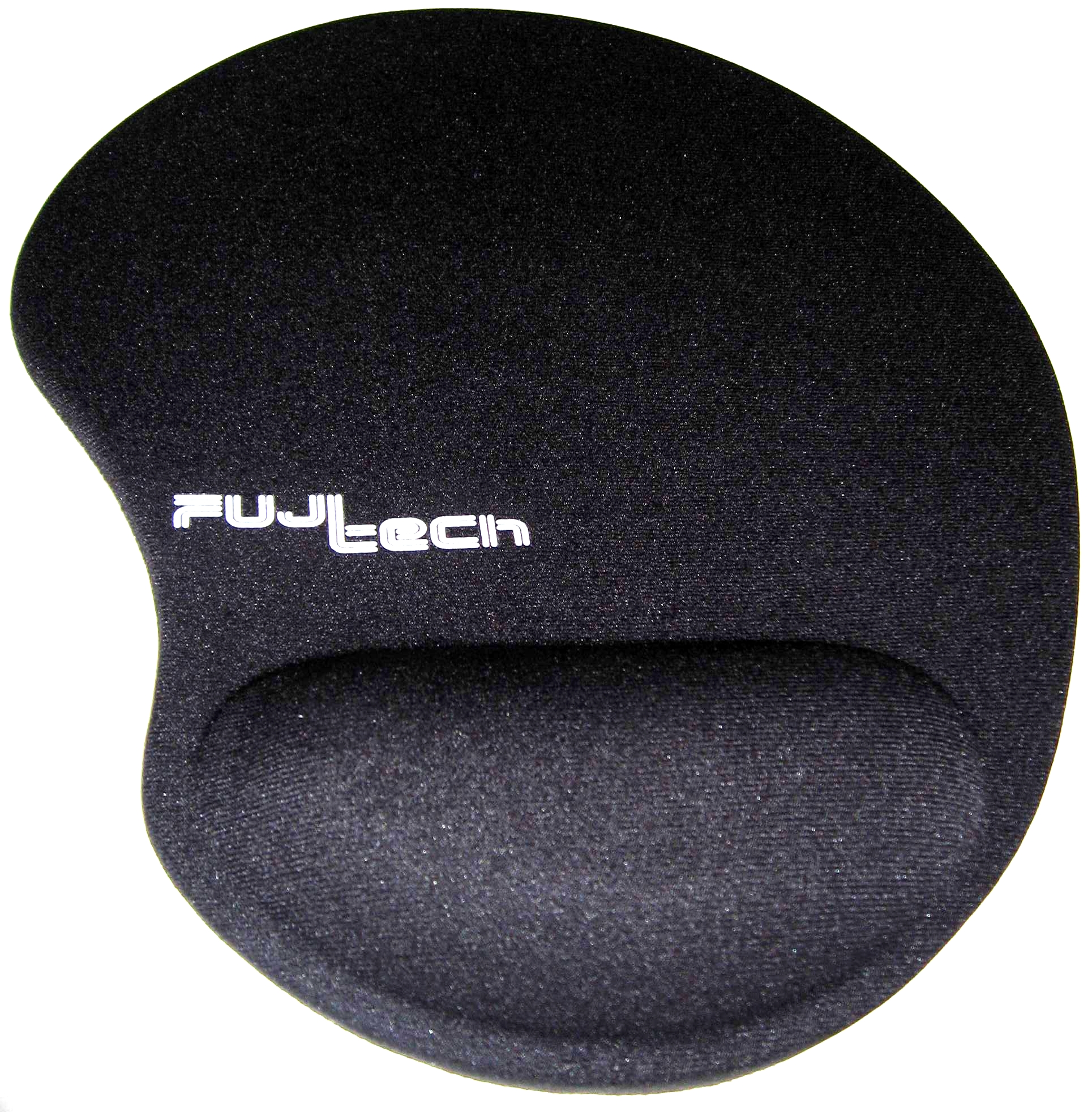
ハンドレストを備えたマウスパッド

機敏なマウスさばきが必要なPCゲームのプレイヤーや、1ドット単位の緻密なポインティングにもこだわるグラフィックソフト・CADなどのユーザーは、特に反りが生じにくく表面の質の良いものを要求する。また、ノートパソコンなどとともに持ち歩くユーザーのために薄く小さな携帯用のものが製造されるなど、品質やサイズはユーザーの需要に応えてさまざまな種類が存在する。
また、マウスの滑りや動きの検知を良好にするだけでなく、ユーザーの手を人間工学的に保護することを目的としたものもある。ゲルやビーズを充填したやわらかいハンドレストと一体化し、手首を載せた状態でマウス操作ができるものなどが挙げられる。

## ゲーミングマウスパッド
ゲーマーが求めるマウスパッド、いわゆるゲーミングデバイスとしてのマウスパッドも存在する。
メカニカルマウス対応
メカニカルマウスは内蔵のボールを回すことによって移動を検知するため、マウスをスムーズに滑らせようとするとボールがスリップし、移動が検知されないためにスムーズな移動ができなくなってしまう。それゆえ、スムーズな滑りを犠牲にしてグリップさせる方向での商品作りが要求されており、「滑らないマウスパッド」として布製のマウスパッドが大半を占める。
オプティカルマウス対応
オプティカルマウスが出回るようになると、マウスパッドは純粋に「滑り」のみを重視されるようになったため、「滑るマウスパッド」が要求され、メカニカルマウス対応としては使えないプラスチックや強化ガラスなどの素材も使われるようになっている。